# Dieci piccoli indiani (film 1989)
Dieci piccoli indiani (Ten Little Indians) è un film del 1989 diretto da Alan Birkinshaw.
È una versione cinematografica del celebre romanzo Dieci piccoli indiani di Agatha Christie.
Interpretato da Donald Pleasence, Frank Stallone, Brenda Vaccaro, Herbert Lom, fa seguito alle versioni del 1945 (René Clair), del 1965 (George Pollock), del 1974 ...e poi, non ne rimase nessuno (Peter Collinson). Come i predecessori, la trama è vicina al libro, ma differisce nell'interpretazione dell'ambiente e, soprattutto, nel finale che è quello della versione teatrale.

## Trama
Otto persone, il giudice Wargrave, il capitano Philip Lombard, Vera Claythorne, l'attrice Marion Marshall, il generale Romensky, il detective Henry Blore, il dottor Werner e Anthony Marson, vengono invitate dallo sconosciuto sig. Owen per passare un safari in Africa, attesi dai coniugi Rodgers. Tutti sono impazienti di conoscere il loro misterioso anfitrione, tuttavia Owen non si fa vedere. Quella sera Vera nota dieci statuine su un vassoio, e rammenta una vecchia filastrocca, "Dieci piccoli indiani", una cui copia aveva già notato sotto una tenda. Dopo cena si riuniscono sotto quella tenda: Elmo Rodgers mette su un grammofono un disco, registrato da Owen, che accusa tutti i presenti di essere autori di un delitto.  
Gli invitati decidono quindi di far luce sulla questione e capire come sono arrivati: Vera è stata assunta come segretaria, Blore per indagare su loro, il Dottor Werner in caso qualcuno si fosse sentito male durante il safari, Lombard per guidarlo; Marion, Wargrave, il generale e Marston sono stati invitati da amici, mentre i Rodgers hanno vinto un viaggio gratuito. Il giovane Marston rammenta l'incidente, giustificandosi come "sfortunato", e muore subito dopo, probabilmente avvelenato, benché non sia chiaro se sia stato un suicidio.
La mattina seguente, anche la signora Rodgers viene ritrovata morta nel suo letto. Gli ospiti notano che a due delle dieci statuine del vassoio manca la testa e che le due morti elencate nella filastrocca sono simili a quelle appena avvenute. Probabilmente la colpa è del signor Owen, nascosto da qualche parte; poiché non c'è modo di andarsene, i presenti decidono di cercarlo, e nella ricerca, il generale Romensky viene spinto da un'altura, precipitando nel vuoto. Il giudice è ormai certo che Owen sia lì, non nascosto, ma in mezzo a loro, e decide di mettere ai voti per capire chi possa essere il signor Owen: colui che ottiene più voti è Rodgers, che decide lasciare il campo e di salire in cima a una collina vicina. Il giorno seguente si scoprirà che era innocente, poiché viene ritrovato morto, con un'ascia conficcata in testa. Nel pomeriggio, Lombard riesce a riparare una radio danneggiata in precedenza e a far mandare un aereo, che non arriverà prima del giorno dopo. Purtroppo,  anche Marion muore, uccisa con una siringa ipodermica e i primi sospetti ricadono su Vera, che si trovava con lei (Marion le ha confessato come mai è stata accusata, prima di morire). Dopo una partita a carte tra il giudice, il dottore e Blore, inizia a piovere, e si sente uno sparo: Wargrave è sparito, e il suo corpo verrà ritrovato da Vera, che comincia ad avere dubbi su Lombard, poiché è l'unico ad avere un'arma carica e ha mentito sulla sua vera identità: il suo vero nome è Jack Hackinson, e ha preso il posto di Philip, suo amico, morto qualche settimana prima. La ragazza decide di rivelare tutto a Blore, ma prima che ne abbia il tempo, verrà ritrovato il cadavere del dottore.
L'ultimo giorno, viene ritrovato morto anche Blore, ucciso con una coltellata. Lombard/Hackinson, ormai certo che sia stata Vera, chiede che lei confessi, puntandole la sua rivoltella, ma la ragazza lo disarma e gli spara.
Convinta che tutto sia finito, appare il giudice, che non è morto. L'uomo, che ha intenzione di uccidere Vera impiccandola, le spiega la sua scelta di uccidere, dopodiché, beve del vino avvelenato. La ragazza grida con tutte le sue forze e viene sentita da Jack/Philip che la salva, e ironicamente (giustificando così il perché sia ancora vivo), le promette che quando saranno lontani da lì le insegnerà a sparare per bene.

## Ambientazione
Dall'isoletta inglese ci spostiamo nel mezzo della savana, isolati dal resto del mondo a causa del crollo dell'unico ponte in corda che fungeva da tramite (fatto cadere da alcuni indigeni che ad inizio film fungono da guide al gruppo). La casa viene sostituita da un accampamento di tende.

## Finale
Seguendo il finale che la stessa Agatha Christie ha previsto nell'opera teatrale nella quale ha riadattato il romanzo, Lombard salva Vera dal giudice "risorto" all'ultimo secondo che (a differenza di altre versioni) cerca di impiccarla davanti ai suoi occhi; la love story (nettamente più marcata rispetto al libro ma anche alle precedenti versioni) si chiude nella luce dorata del sole, all'arrivo di un aeroplano di salvataggio.

## Curiosità
- Herbert Lom, che qui ha interpretato il generale Romensky, aveva già interpretato il Dottor Armstrong in ...e poi, non ne rimase nessuno, altra trasposizione del romanzo.
- La filastrocca, originariamente intitolata "Dieci poveri negretti", ha qui invece, nel doppiaggio italiano, lo stesso titolo del film: "Dieci piccoli indiani". Nel ridoppiaggio del film, tuttavia, viene ripresa la versione originale del romanzo.